# ودینگتون وودز (آرکانزاس)
ودینگتون وودز (به انگلیسی: Wedington Woods) یک منطقهٔ مسکونی در ایالات متحده آمریکا است که در شهرستان واشینگتن، آرکانزاس واقع شده‌است. ودینگتون وودز ۳۵۱ متر بالاتر از سطح دریا واقع شده‌است.